# Chaetodipus fallax
Chaetodipus fallax — це вид гризунів у родині Heteromyidae. Він займає північний регіон Баха Каліфорнія поблизу Сан-Дієго, що поширюється на Мексику.

## Морфологічна характеристика
З загальною довжиною від 176 до 200 мм, включаючи хвіст від 88 до 118 мм і з вагою близько 20 г, вид середнього розміру. Він має в середньому задні ноги 23 мм завдовжки, а вуха завдовжки 9 мм. Верх коричневий з темнішими ділянками на спині. Верхівки волосків світліші. Низ і вуха кремового кольору, які стають темнішими до кінчиків. Хвіст світліший знизу. 2n = 44.

## Спосіб життя
Chaetodipus fallax копає підземні складні будівлі з декількох тунелів та камер, які використовуються для життя або зберігання їжі. Цей гризун в основному їсть насіння рослин, а на додаток комахи та зелені частини рослин. Може бути до трьох виводків на рік. Однак більшість спаровувань відбувається навесні. Виводок містить від 2 до 6 новонароджених, які сексуально зрілі через 5–6 місяців. Більшість особин живуть лише 4–6 місяців, тоді як вони можуть жити в хороших умовах протягом одного-двох років. Вид млявий у холодну погоду.